# Leucotriène

Le leucotriène B_{4} (LTB_{4}). Les trois liaisons C=C conjuguées sont caractéristiques des leucotriènes. L'indice 4 indique quatre liaisons C=C au total.

Les leucotriènes sont des lipides, appartenant à la famille des eicosanoïdes. Ils sont le produit de l'action de lipoxygénases sur l'acide arachidonique, l'EPA ou bien encore l'acide dihomo-γ-linolénique. Seule la 5-lipoxygénase permet la synthèse des leucotriènes.
On distingue deux classes de leucotriènes : 
- la première constitue les leucotriènes B4, ou LTB4, qui possèdent un rôle chimiotactique pour les leucocytes (macrophages, neutrophiles...) sur les sites de l'inflammation ;
- la seconde renferme les LTC4, LTD4 et LTE4 qui ont un rôle dans la broncho-constriction en réponse entre autres à des allergènes (asthme) : ils provoquent la contraction du muscle lisse essentiellement au niveau bronchique.

Les leucotriènes se lient de façon spécifique à leurs récepteurs qui se trouvent sur les membranes de la plupart des cellules au niveau de différents tissus.
Le nom leucotriènes est introduit par le biochimiste suédois Bengt Samuelsson en 1979. Il vient des mots leucocytes et triène (qui indique les trois liaisons doubles qui sont conjuguées).

## Applications pharmacologiques
- Augmentation de la perméabilité vasculaire
- Contraction des fibres musculaires lisses (bronches)
- Augmentation des sécrétions des glandes muqueuses
- Action pro-inflammatoire par recrutement d'autres cellules pro-inflammatoires
- Stimulation de la vasoconstriction
- Inhibiteurs de la 5-lipoxygénase : traitement de l'asthme

## Implications pathologiques
- Rhinite allergique
- Asthme
- Syndrome de Widal
- Réaction inflammatoire
- Athérosclérose